# Mutiny on the Bounty (Band)
Mutiny on the Bounty (abgekürzt MOTB) ist eine luxemburgische Rockband aus Esch/Alzette.

## Geschichte
Mutiny on the Bounty wurde im April 2004 von Nicolas Prezor und Sacha Schmitz gegründet. Ihre erste Veröffentlichung war ein Splitalbum 2005, mit der ebenfalls aus Luxemburg stammenden Band Treasure Chest at the End of the Rainbow, in welcher Sacha Schmitz auch aktiv war. Zu diesem Zeitpunkt bestand die Band aus David Moreira (auch Sänger von Eternal Tango), Luciano Lippis und den beiden Gründungsmitgliedern. Dieses Splitalbum wurde von der kanadischen Plattenfirma New Romance for Kids für Kanada, USA und Japan lizenziert. 2007 verließ Moreira die Gruppe und Claudio Pianini stieß als Bassist zu ihnen.
Danach tourten Mutiny on the Bounty durch Europa und teilten die Bühne unter anderem mit 65 Days of Static, Coheed and Cambria, These Arms Are Snakes, Akimbo, Russian Circles, Portugal. The Man, Red Sparowes, 31 Knots und Fear Before the March of Flames.
Trotzdem arbeitete die Band nebenher weiter an Liedern für ihr Debütalbum. Jedes Bandmitglied lieferte verschiedene Song-Fragmente, die anschließend gemeinsam bearbeitet wurden. So entstanden Lieder, die verschiedene Einflüsse beinhalten, aber dennoch als Werk einer Band angesehen werden können. Es dauerte zehn Monate, bis die Lieder bereit zum Aufnehmen waren. Nach fast zwei Jahren Vorbereitung, standen sie dann bei Philippe Matgé im Studio um ihr Debütalbum Danger Mouth aufzunehmen. In den West West Side Studios in New York City wurde das Album, anschließend von Alan Douches gemastert. Danger Mouth erschien 2009 bei Redfield Records in Deutschland und Big Scary Monsters Records in England.
Weitere internationale Konzerte folgten unter anderem auf dem South by Southwest (SXSW) Festival in Austin Texas.
Im August 2011 wurden Pianini und Lippis durch Cedric Czaika und Clement Delporte ersetzt. Ebenfalls 2011 waren sie in Govinda Van Maeles Dokumentation We Might as Well Fail zu sehen.
Mutiny on the Bountys zweites Album Trials wurde innerhalb eines Monats in Seattle im Red Room Recording Studio von dem bekannten amerikanischen Produzenten Matt Bayles aufgenommen. Die Band schickte Bayles einen Link mit ein paar ihrer Liedern und nach einem Treffen im Rahmen ihres Auftritts in Austin hatten sie ihn überzeugt, ihr neues Album aufzunehmen. Die Produktion finanzierte die Band unter anderem durch Crowdfunding. Trials erschien 2011 bei Redfield Records in Deutschland und  Best Before Records in England.
Am 4. Mai 2012 war die Releaseparty des Albums im Den Atelier in Luxemburg-Stadt. Unterstützt wurde Mutiny on the Bounty von den luxemburgischen Bands Heartbeat Parade und Mount Stealth. Bereits im April wurde ein Musikvideo zur Single Artifacts veröffentlicht, für das Lied Myanmar wurde im Februar 2013 ein Musikvideo gedreht. Anfang 2014 erschien ein weiteres Video zu Mapping the Universe.
Das dritte Album Digital Tropics wurde mit Produzent Jan Kerscher in den Ghost City Recordings Studios nahe Nürnberg aufgenommen. Gemischt wurden die Stücke ebenfalls von Jan Kerscher, der unter anderem auch schon diverse Mischungen für den bekannten amerikanischen Produzenten Ross Robinson (At The Drive-In, The Blood Brothers, The Cure, Glassjaw, Team Sleep, Norma Jean) angefertigt hat. Die erste Single des Albums trägt den Namen MKL JKSN und wurde mit dem dazugehörigen Musikvideo am 2. März 2015 vom Visions-Magazin in Deutschland und von 7BitArcade in England veröffentlicht. Telekinesis die zweite Single des neuen Albums wurde am 3. April exklusiv über die Webseite des Clash Magazine veröffentlicht. Die Release Show zum dritten Album war am 17. April in der Kufa in Esch an der Alzette. Das Album erschien am selben Tag auf CD und am 22. Mai 2015 auf Schallplatte bei Redfield Records (DE) und Deaf Rock Records (FR). In Großbritannien wurde Digital Tropics am 26. Mai gleichzeitig auf CD und Schallplatte über ihr neues Musiklabel Small Pond Records (UK) veröffentlicht.
Das Musikvideo zur dritten Single dance Automaton dance erschien am 17. Juni 2015 auf Youtube.
Am 17. Juli 2015, wurde Digital Tropics über das Plattenlabel Friend of Mine Records in Japan veröffentlicht. Die japanische Version des Albums erscheint als Digisleeve mit neuem Design, dem Bonustrack Bleak Future und einem Remix des Liedes Ecliptic das von Sun Glitters remixt wurde.

## Stil
Mutiny on the Bounty spielen Math-Rock mit synthetisch und elektronisch klingenden Elementen, ihre Gitarren klingen manchmal eher wie ein Computer oder ein Keyboard.

## Diskografie
Alben
- 2005: Treasure Chest at the End of the Rainbow / Mutiny on the Bounty (Splitalbum mit Treasure Chest at the End of the Rainbow, New Romance For Kids Records)
- 2009: Danger Mouth (Redfield Records / Big Scary Monsters Records)
- 2012: Trials (Redfield Records / Best Before Records)
- 2015: Digital Tropics (Redfield Records / Deaf Rock Records / Small Pond Records / Friend of Mine Records)

Singles
- 2012: Artifacts (Digital)
- 2013: Myanmar (Radiosingle)
- 2015: MKL JKSN (Digital)
- 2015: Telekinesis (Digital)
- 2015: dance Automaton dance (Digital)